# Chiesa di San Pietro (Colorno)
La chiesa di San Pietro è un luogo di culto cattolico dalle forme barocche situato in via Copermio a Sera a Copermio, nel comune di Colorno in provincia e diocesi di Parma; è sede di una parrocchia compresa nella zona pastorale della Bassa.

## Storia
Sul luogo in cui oggi sorge la chiesa, già nel 1230 esisteva una preesistente cappella alle dipendenze di Colorno. L'edificazione di una prima chiesa al posto della cappella avvenne probabilmente nel XVI secolo. Un documento del XIX secolo attesta la consacrazione della chiesa al 19 maggio 1525 da parte di monsignor Pompeo Musacchi. Non è chiaro se inizialmente la volumetria e la disposizione degli ambienti interni fossero diversi, ma già nel 1578-79, in occasione della visita apostolica del vescovo Giovanni Battista Castelli, la chiesa risultava divisa in tre navate. Nella struttura attuale le campate della navata a nord risultano più lunghe di quelle della navata a sud. Questo fa ipotizzare che l'ampliamento per trasformare l'originaria cappella in chiesa abbia ampliato la costruzione verso sud, mantenendo parte dei muri perimetrali dell'edificio originario. La vicinanza dell'argine della Parma avrebbe impedito di realizzare la navata a sud con la stessa ampiezza della navata a nord. Altra anomalia è la sezione più ridotta delle pareti della navata a nord rispetto a quelli del lato sud. Il probabile reimpiego dei muri della cappella fece sì che questi mantenessero le dimensioni originarie, mentre quelli della fiancata a sud vennero realizzati all'epoca dell'ampliamento, pertanto furono realizzati con una sezione maggiore, adatta a sostenere meglio il peso del nuovo edificio. Al momento della visita di Castelli, la navata centrale era sostenuta da sei colonne, il presbiterio non era sopraelevato e dalle navate era visibile la copertura lignea. La zona dell'abside e del presbiterio avevano invece già una copertura in muratura.
La chiesa venne ricostruita nel 1685. Documenti del 1691 attestano che in occasione della ricostruzione vennero apportare delle modifiche all'edificio. In essi però non viene ancora citato il campanile, sarà solo a partire dal 1808 che inizierà ad essere nominato nelle relazioni redatte in occasione delle visite pastorali. Da un documento del 1808 risulta che esso fosse dotato di tre campane benendette dall'abate di San Martino. Da un'altra relazione dello stesso anno si deduce che la struttura fosse però già presente da tempo. 
Nel 1868 la chiesa subì un'inondazione del Po subendo diversi danni. Nel 1904, nel 1930 e nel 1937 vennero effettuati lavori di restauro, riguardanti la copertura e le opere murarie.
Il 23 dicembre 2008 la chiesa fu danneggiata dal terremoto che colpì le province di Parma, Reggio Emilia e Modena e venne dichiarata inagibile. Ulteriori danni si verificarono col sisma del gennaio 2012. La sostituzione della copertura lignea con una in cemento armato avvenuta negli anni '80 del XX secolo aveva appesantito la struttura, questo fece sì che col terremoto si formassero diverse lesioni nell'edificio. Rimasta in attesa di interventi per alcuni anni, i lavori di consolidamento della chiesa sono terminati nel giugno 2017, nel luglio dello stesso anno è stata riaperta al pubblico.

## Descrizione

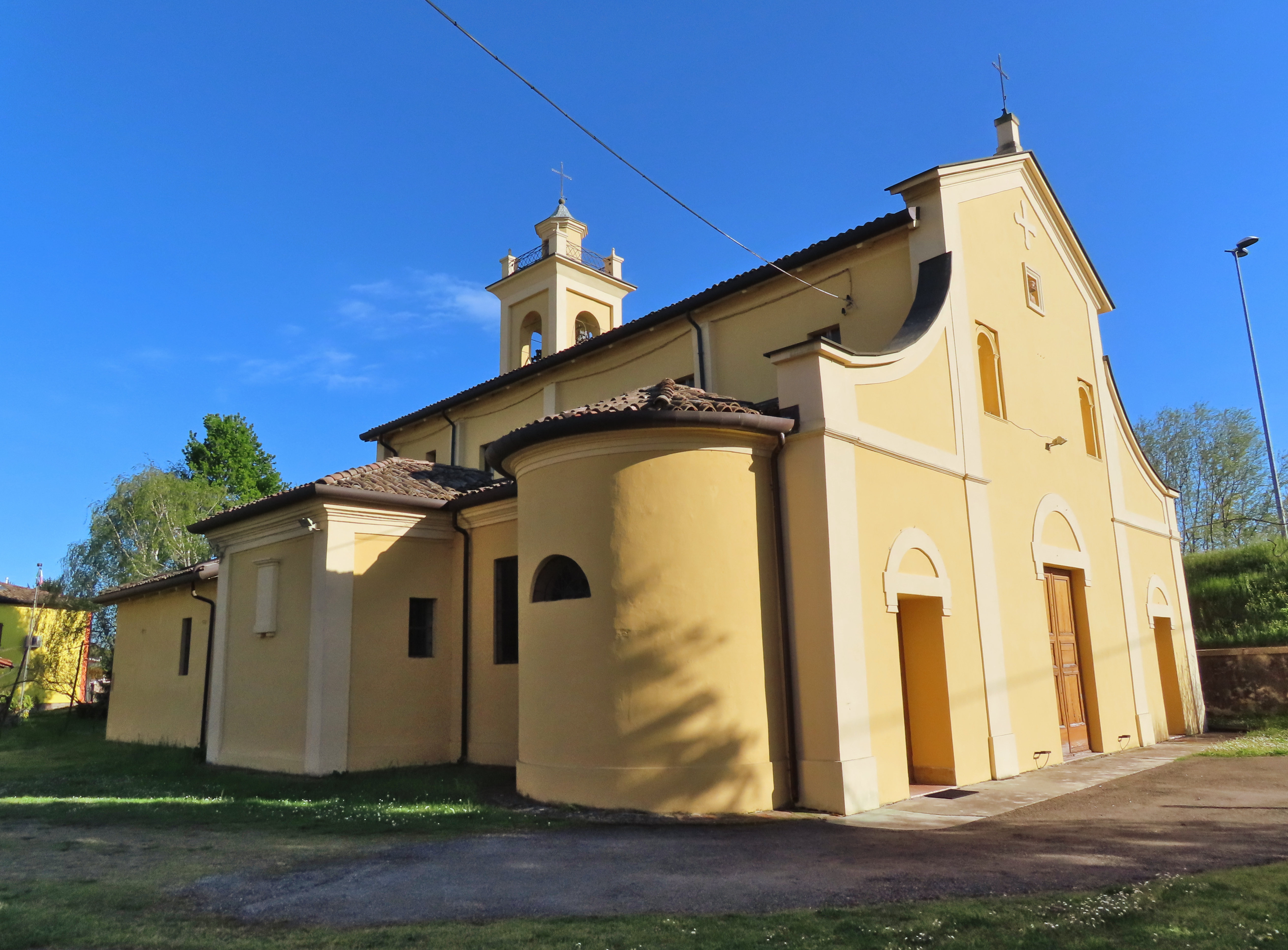
Facciata e lato nord

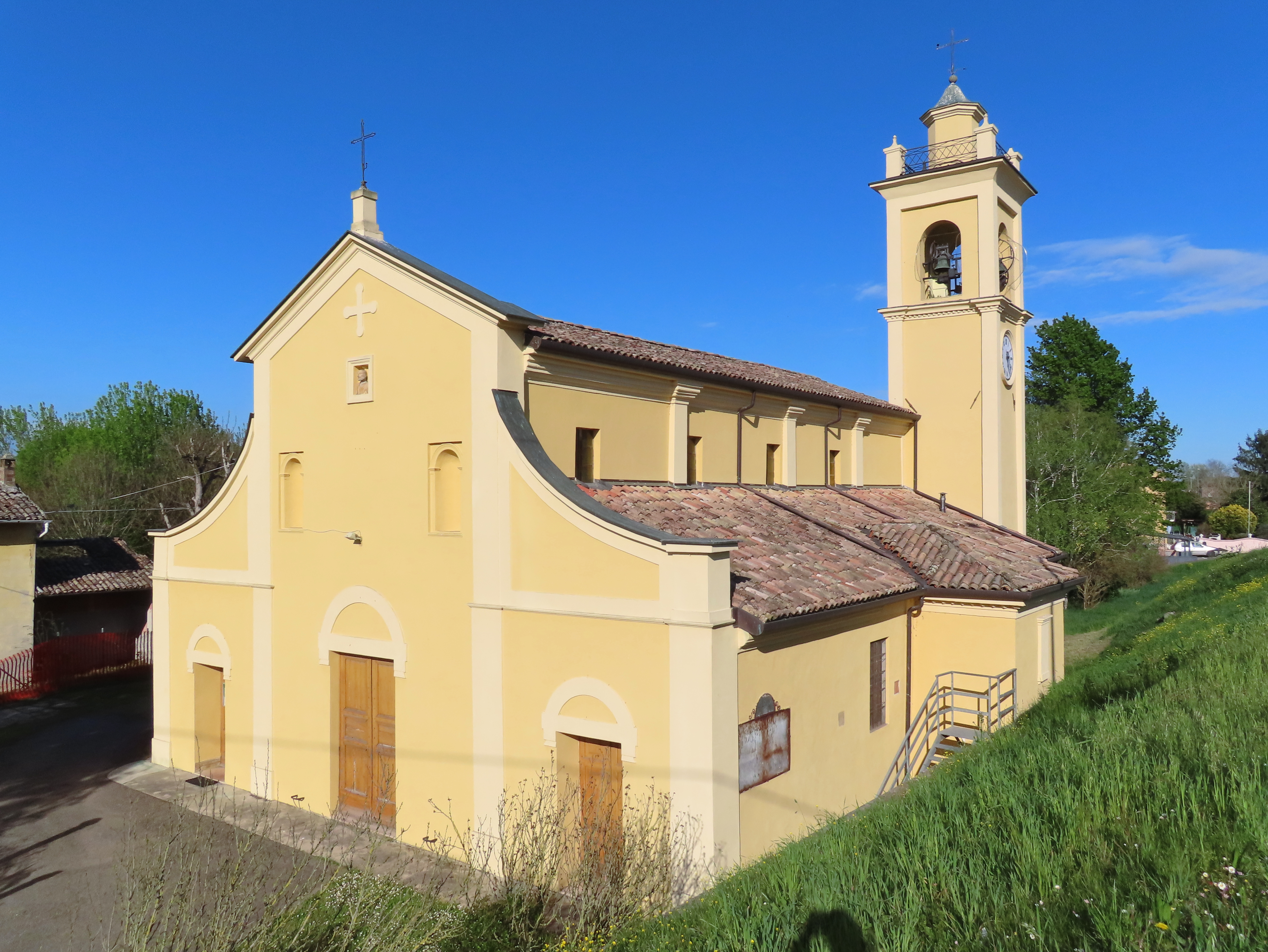
Facciata e lato sud

La chiesa si sviluppa su pianta rettangolare a tre navate, con l'ingresso rivolto a ovest e presbiterio absidato a est.

### Esterno

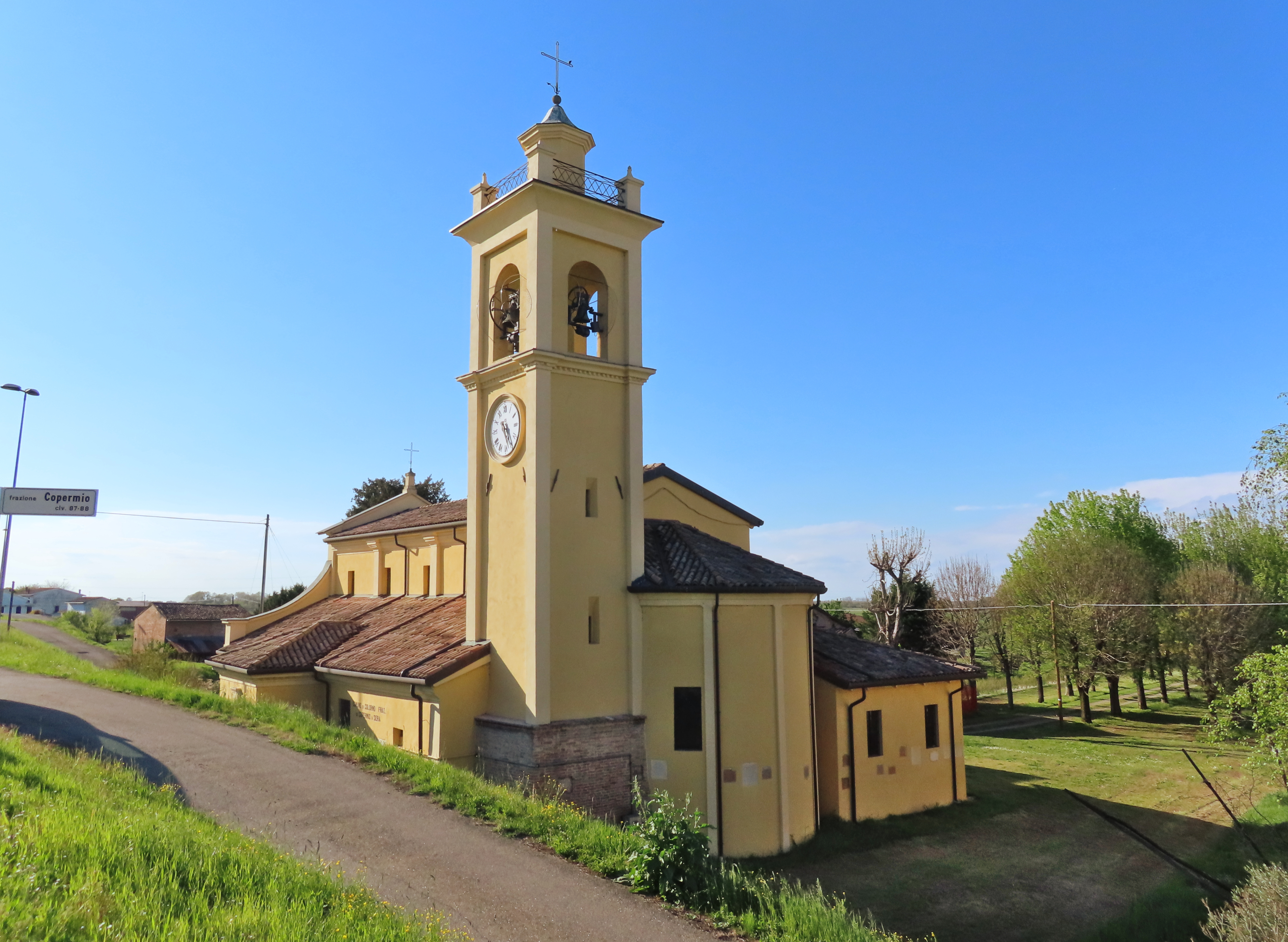
Abside e lato sud

Presenta una simmetrica facciata a salienti realizzata in muratura intonacata, suddivisa da quattro lesene. I due spazi laterali inframmezzati dalle lesene sono ulteriormente ripartiti da un cornicione. La facciata culmina in un frontone centrale senza base. Sono presenti un portale centrale e ai lati due accessi secondari, tutti i tre portali sono sormontati da un frontone circolare. La sezione superiore della facciata presenta due monofore tamponate. Sul lato destro della chiesa, in posizione arretrata in corrispondenza dell'abside aggetta il campanile. La torre è delimitata sugli spigoli da lesene e si sviluppa su due livelli suddivisi da fasce marcapiano. La cella campanaria si affaccia sui quattro lati per mezzo di monofore ed è sovrastata da un terrazzo con ringhiera al cui centro è posizionata una lanterna in laterizio a pianta ottagonale.

### Interno
L'interno presenta tre navate ripartite in cinque campate, di cui due ospitano presbiterio e abside semicircolare. In corrispondenza della terza campata si aprono due cappelle laterali. 
L'aula di forma rettangolare è delimitata da due file di pilastri che terminano in capitelli dorici. Tra i pilastri archisemicircolari consentono l’accesso alle navate laterali. La navata centrale è chiusa da una volta lunettata.